# (27922) Mascheroni
(27922) Mascheroni est un astéroïde de la ceinture principale.

## Description
(27922) Mascheroni est un astéroïde de la ceinture principale. Il fut découvert le 8 décembre 1996 à Prescott (Arizona) par Paul G. Comba. Il présente une orbite caractérisée par un demi-grand axe de 3,05 UA, une excentricité de 0,06 et une inclinaison de 9,0° par rapport à l'écliptique.

## Compléments